# Gens Fidiculania
La gens Fidiculania era una familia plebeya de la antigua Roma. Se conoce principalmente por un solo personaje, Cayo Fidiculanio Fálcula, un senador romano y uno de los jueces en el juicio de Estacio Albio Opiánico en 74 a. C. La indignación general por el veredicto que condenó a Opiánico dio lugar a acusaciones de irregularidades contra Fidiculanio, pero fue absuelto. En ocasiones posteriores, Cicerón presentó a Fidiculanio de diferentes maneras, según las necesidades de sus clientes.